# 카프리스 베네뎃티
커프리스 베네데티(Caprice Benedetti, 1966년 1월 1일 ~ )는 미국의 배우이다.
시애틀에서 태어났다.

## 출연 작품
- 모스트 뷰티풀 아일랜드 (2017년)
- 디 언어테인어블 스토리 (2017년)
- 온 라스트 씽 (2005년)
- Mr. 히치 - 당신을 위한 데이트 코치 (2005년)
- 더블 웨미 (2001년)
- 타임퀘스트 (2000년) - 재클린 케네디 역
- 헌리호의 최후 (1999년)
- 프랙티컬 매직 (1998년)
- 데블스 에드버킷 (1997년)

### 텔레비전
- 법과 질서 (1990년)
- 레스큐 미 시즌1 (2004년)